# Homopode marqué
Homopus signatus
Pour les articles homonymes, voir Homopode.
Espèce
Synonymes
- Testudo signata Gmelin, 1789
- Testudo cafra Daudin, 1801
- Testudo juvencella Daudin, 1802
- Pseudomopus signatus peersi Hewitt, 1935

Statut de conservation UICN

 EN  : En danger
Statut CITES
Homopus signatus, l'Homopode marqué[réf. nécessaire], est une espèce de tortues de la famille des Testudinidae.

## Description

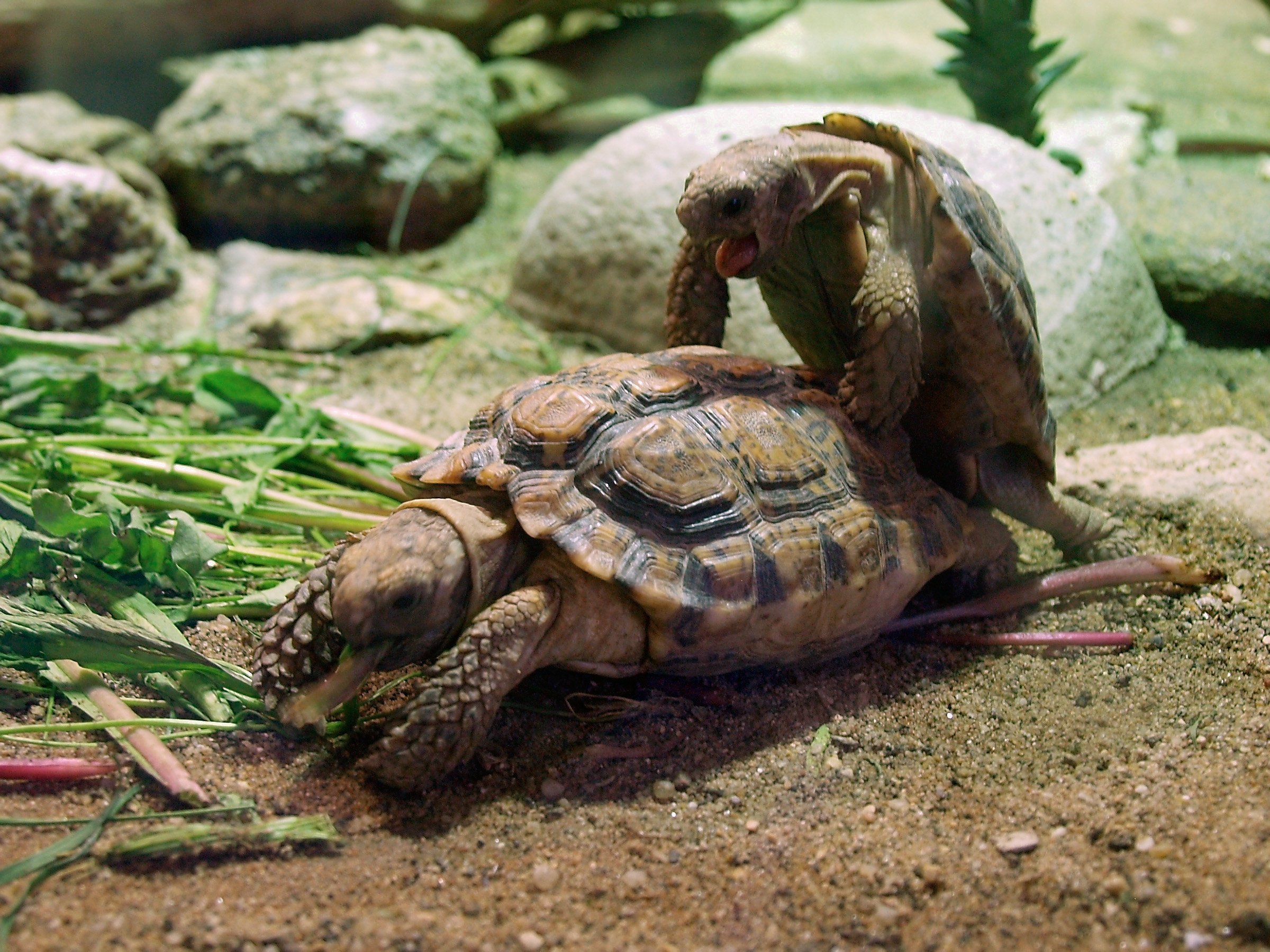

Les mâles mesurent entre  6 et 8 cm, tandis que les femelles atteignent les 9,6 cm et pèse de 95 à 165 g. C'est la plus petite espèce connue de tortue.
Cette tortue se nourrit de plantes grasses. Elle peut se glisser dans les fissures des rochers. Comme tous les chéloniens, cette tortue présente deux types d’écailles : de petites écailles épidermiques au niveau de la peau et les plaques dures de kératine qui forment sa carapace. 

## Répartition
Cette espèce est endémique d'Afrique du Sud. Elle se rencontre dans le désert du Karoo.

## Publication originale
- Gmelin, 1789 : Caroli a Linné Systema naturae. 13. ed., Tom 1 Pars 3. G. E. Beer, Lipsiae, p. 1033-1516.